# Història natural
|  | Per a altres significats, vegeu «Història natural (desambiguació)». |

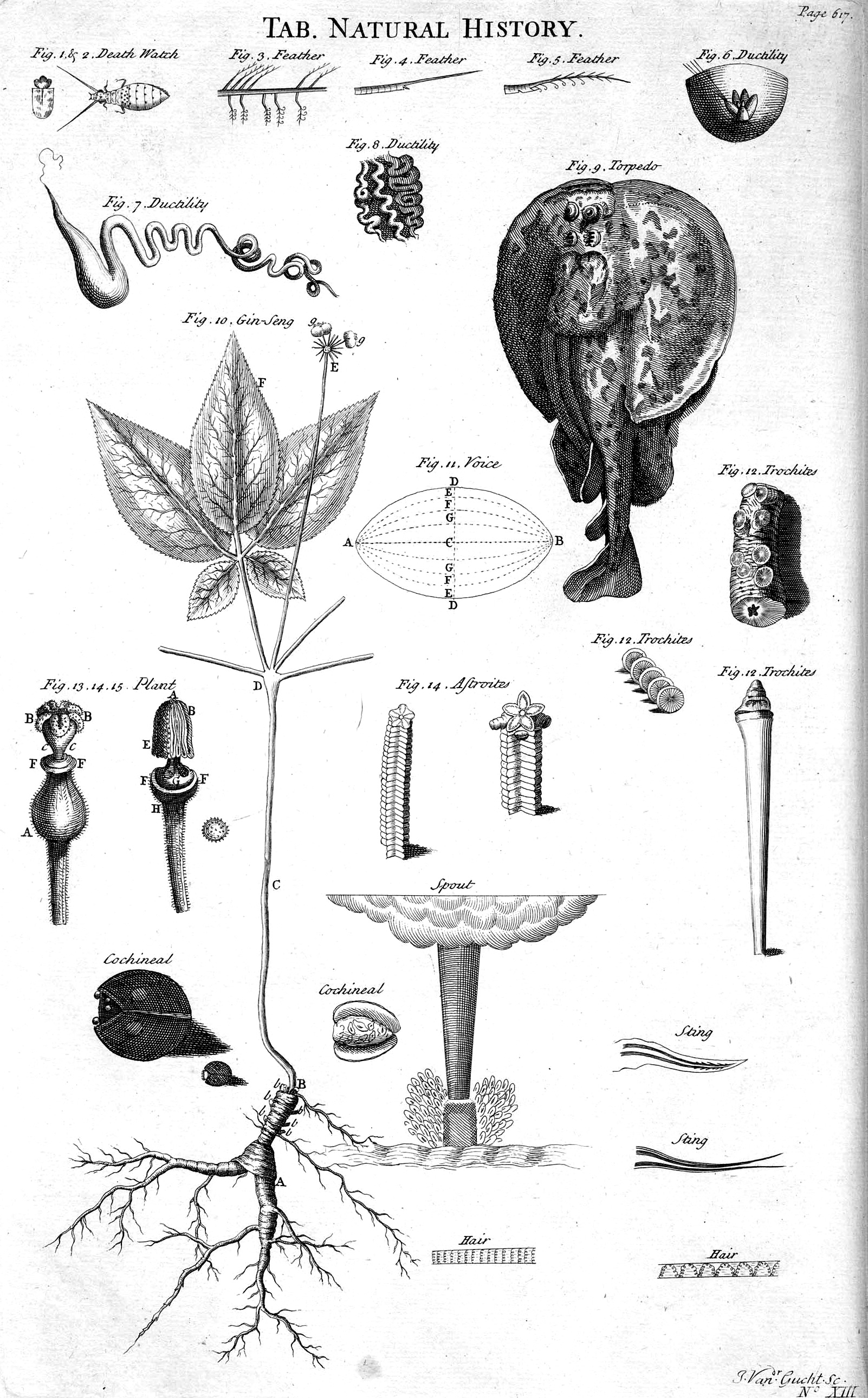
Làmina d'història natural, 1728, Cyclopaedia

La història natural és la investigació científica de plantes i d'animals inclinant-se més cap a l'observació que cap a l'experimentació.
La història natural inclou la investigació i exposició de fets que fan comprensibles els elements de la vida i les formes de vida, i descriu l'estructura, el funcionament i les circumstàncies rellevants de diverses espècies, com ara la dieta, la reproducció i els grups socials.
El significat del terme ha crescut fins a convertir-se en un paraigua per a diverses disciplines científiques diferents de la biologia. La majoria de les definicions inclouen l'estudi dels éssers vius (és a dir, la biologia, incloent-hi la botànica i la zoologia); altres definicions amplien el concepte per incloure-hi la paleontologia, l'ecologia o la bioquímica, així com parts de la geologia i de la climatologia.